# Saint-Quentin Volley
Maillots
Actualités
Le Saint-Quentin Volley (SQV) est un club de volley-ball français basé à Saint-Quentin (Aisne), évoluant pour la saison 2024-2025 en Ligue B (2de Division nationale).

## Histoire

### Avant la structuration
Dans les années 1960, il n'existe pas à Saint-Quentin de structure d'accueil destinée à la pratique du Volley-Ball. Pour pouvoir pratiquer leur sport, les volleyeurs étaient contraints de se réunir dans le garage municipal de la Compagnie Républicaine de Sécurité (CRS) de la ville de Saint-Quentin. La pratique de ce sport étant rendue particulièrement difficile, les volleyeurs jouaient bien souvent à un autre sport en parallèle.
De plus, à la fin des années 1960, il n'existe pas de structures fédérales de volley dans le département de l'Aisne. Cependant, un championnat de Volley était organisé par l'Union française des œuvres laïques d'éducation physique (UFOLEP) qui permettait la pratique du volley en milieu scolaire. A cette époque, le volley-ball à Saint-Quentin dépendait de l'Amicale Laïque Lyon-Jumentier

### Epoque du Foyer Laïc Saint-Quentin
Un virage s'effectue pour le volley-ball Saint-Quentinois avec la création, en 1969, du club local qui prend le nom de Foyer Laïque Saint-Quentin (FLSQ) et qui est présidé par Henri Bailleul. L'année suivante, le gymnase Henri Barbusse (désormais gymnase Pierre Laroche) est construit pour accueillir les sports en salle.
Au milieu des années 1970, le club accueille les premiers joueurs spécifiquement volleyeurs. Le club commence alors à gravir les échelons jouant en championnat départemental puis en championnat régional, atteignant la Régionale 1. En 1979, la ville de Saint-Quentin est l'hôte d'une poule qualificative des championnats d'Europe. En 1981, le FLSQ devient champion de Picardie.
Lors de la saison 1985-1986, le club connaît des difficultés et redescend en Régionale 2. La saison suivante, le club est repris par Adrien Donat qui permet au club de remonter en Régionale 1 puis de jouer pour la première fois en Nationale 3 la saison suivante. Il s'agit cependant d'une expérience éphémère puisque le club redescend dès la saison suivante en Régionale 1. Lors de la saison 1989-1990, le FLSQ remporte le titre UFOLEP et se place premier du championnat de Régionale 1. Cette bonne performance permet au club de remonter en Nationale 3.
Le début des années 1990 se signale par un va-et-vient du club entre la Nationale 3 et la Régionale 1. L'ascension du club reprend de plus belle à partir de la saison 1994-1995 et l'arrivée de l'entraîneur-joueur Nenad Komnenic. En deux saisons, le club connaît deux montées successives en Nationale 2 à l'issue de la saison 1994-1995 puis en Nationale 1B (future Pro B) à l'issue de la saison 1995-1996. 
La première expérience professionnelle du FLSQ tourne court car le club termine 11e du championnat et redescend en Nationale 2. Le club retrouve le niveau professionnel à l'issue de la saison 1998-1999. Les trois saisons suivantes voient le FLSQ finir 2e du championnat de Pro B. L'issue de la saison 2003-2004 voit enfin la montée FLSQ en Pro A. L'expérience ne dure cependant qu'une seule saison. En 2005, le club décide de mettre en chantier la création d'un centre de formation dont la gestion est confiée à Nenad Komnenic et à Fabrice Pruvot, éducateur et secrétaire du club. 

## Palmarès
- Championnat de France Pro B : vainqueur : 2004

## Joueurs et personnalités du club

### Présidents
- 1970-1986 :  Henri Bailleul
- 1986-2013 :  Adrien Donat
- 2013-2017 :  Michel Hernandez
- 2017-2019 :  Adrien Donat
- 2019-2021 :  Jean-Jacques Delville
- 2021- :  Serge Triqueneaux

### Entraîneurs
- 1994-2005 : / Nenad Komnenic
- 2005-2006 :  Jean-Michel Roche
- 2006-2009 :  Gabriel Denys
- 2009-2010 :  Jean-Marc Biasio
- 2010-2011 :  Herman Vleminckx
- 2011-2012 :  Martin Hroch
- 2012-2017 : / Nenad Komnenic
- 2017-2018 :  Claude Roghe
- 2018- :  Dario Dukić

### Effectif actuel (2024-2025)
| No                         | Nom                        | Date de naissance          | Taille                       | Poids                        | Poste                        | Club précédent            | Au club depuis |
| -------------------------- | -------------------------- | -------------------------- | ---------------------------- | ---------------------------- | ---------------------------- | ------------------------- | -------------- |
| 1                          | Erick Luiz Soares          | 16 janvier 1999            | 198                          |                              | Passeur                      | AV Uberlândia             | 2024           |
| 2                          | Boris Takaniko             | 20 août 1992               | 190                          |                              | Passeur                      | LISSP Calais              | 2024           |
| 3                          | Florent Quiot              | 4 mars 2002                | 185                          |                              | Libero                       | Montpellier HSC           | 2024           |
| 4                          | Lenny Socrier              | 15 mars 1999               | 201                          |                              | Central                      | Mende VL                  | 2024           |
| 5                          | Mathis Faure               | 26 mars 2002               | 188                          |                              | Libero                       | LISSP Calais              | 2024           |
| 9                          | Ino Dukic                  | 1er janvier 2007           | 190                          |                              | Réceptionneur-attaquant      | Formé au club             | 2024           |
| 10                         | William Louis-Marie        | 12 avril 2001              | 203                          |                              | Central                      | Cambrai Volley            | 2024           |
| 11                         | Cyril Larrieu              | 22 septembre 1998          | 200                          |                              | Réceptionneur-attaquant      | Mende VL                  | 2024           |
| 13                         | Joël Soltin                | 9 juin 1985                | 201                          | 83                           | Central                      | Tourcoing LMVB            | 2008           |
| 14                         | Eirik Holst Kavli          | 4 décembre 1996            | 200                          |                              | Attaquant                    | Hylte/Halmstad            | 2024           |
| 16                         | Jackson Hickman            | 2001                       | 193                          |                              | Réceptionneur-attaquant      | Antelopes de Grand Canyon | 2024           |
| 20                         | Robinho                    | 17 octobre 1996            | 183                          |                              | Réceptionneur-attaquant      | Mende VL                  | 2024           |
|                            |                            |                            |                              |                              |                              |                           |                |
| Encadrement technique      | Encadrement technique      |                            | Légende                      | Légende                      | Légende                      |                           |                |
| Entraîneur : Dario Dukić   | Entraîneur : Dario Dukić   | Entraîneur : Dario Dukić   | : Capitaine                  | : Capitaine                  | : Capitaine                  |                           |                |
| Entraîneur(s) adjoint(s) : | Entraîneur(s) adjoint(s) : | Entraîneur(s) adjoint(s) : | : Joueur blessé actuellement | : Joueur blessé actuellement | : Joueur blessé actuellement |                           |                |

| Équipe type : Saint-Quentin Volley                                                                          |
| \| Soares · # 1 Robinho · # 20 Socrier · # 4 Kavli · # 14 Hickman · # 16 Louise-Marie · # 10 Quiot · # 3 \| |
| Soares · # 1 Robinho · # 20 Socrier · # 4 Kavli · # 14 Hickman · # 16 Louise-Marie · # 10 Quiot · # 3       |

| Soares · # 1 Robinho · # 20 Socrier · # 4 Kavli · # 14 Hickman · # 16 Louise-Marie · # 10 Quiot · # 3 |